# Oti Mabuse
Otlile "Oti" Mabuse (Pretoria, Gauteng, 8 de agosto de 1990) es una bailarina de salón y coreógrafa sudafricana.  Es conocida por haber sido una de las bailarinas profesionales en del programa de baile Strictly Come Dancing de la BBC, que ganó en 2019 y 2020, y en su versión alemana, Let's Dance. Fue capitana de baile en The Greatest Dancer. Entre 2021 y 2022, fue panelista en The Masked Dancer, y ha ejercido de juez en Dancing on Ice desde 2022.

## Primeros años
Mabuse nació en Pretoria, Gauteng, Sudáfrica, y estudió ingeniería civil en la universidad antes de emprender una carrera profesional en los bailes de salón. Su hermana mayor, Motsi Mabuse, también es bailarina profesional.

## Carrera

### Principios de carrera
Mabuse ganó ocho veces el Campeonato Latinoamericano de Sudáfrica, tras lo cual se trasladó a Alemania para ampliar sus logros. En su carrera como bailarina ha ganado numerosos títulos, como el tercer puesto en la Copa del Mundo de Freestyle Latino en 2014, el segundo puesto en el Campeonato Europeo de Latinos en 2014 y el primer puesto en el Campeonato Alemán de Freestyle Latino PD.

### Let's Dance
En 2015, Mabuse ingresó como bailarina profesional en la octava temporada de Let's Dance, la versión alemana de Strictly Come Dancing, teniendo como primera a pareja al cantante Daniel Küblböck, con quien quedó en el sexto puesto al ser eliminados en la novena semana. Regresó para la novena temporada, esta vez teniendo como segunda y última pareja al presentador Niels Ruf, siendo eliminados en la segunda semana y quedando en el decimocuarto puesto. Mabuse no volvió al programa en temporadas futuras.
- Temporada 8 con Daniel Küblböck

| Semana | Baile / Canción                                                   | Puntajes de los jueces | Puntajes de los jueces | Puntajes de los jueces | Resultado   |
| Semana | Baile / Canción                                                   | J. G.                  | M. M.                  | J. L.                  | Resultado   |
| ------ | ----------------------------------------------------------------- | ---------------------- | ---------------------- | ---------------------- | ----------- |
| 1      | Quickstep / «You're the One That I Want»                          | 6                      | 6                      | 3                      | Salvados    |
| 2      | Rumba / «Mad World»                                               | 6                      | 6                      | 4                      | Salvados    |
| 3      | Contemporáneo / «Jeanny»                                          | 6                      | 8                      | 6                      | Salvados    |
| 4      | Chachachá / «Tragedy»                                             | 5                      | 5                      | 2                      | Salvados    |
| 5      | Vals / «Yesterday»                                                | 6                      | 6                      | 2                      | Dos últimos |
| 6      | Hip-hop / «Sing»                                                  | 7                      | 7                      | 5                      | Salvados    |
| 7      | Fusión de Jazz & Pasodoble / «Born This Way»                      | 8                      | 7                      | 4                      | Dos últimos |
| 8      | Samba / «Livin' la Vida Loca»                                     | 7                      | 7                      | 5                      | Salvados    |
| 8      | Maratón de Disco / «Ich Will Immer Weider... Dieses Fiber Spür'n» | 10 puntos extra        | 10 puntos extra        | 10 puntos extra        | Salvados    |
| 9      | Tango / «When Doves Cry»                                          | 6                      | 6                      | 2                      | Eliminados  |
| 9      | Rock and roll / «Surfin' U.S.A.»                                  | 6                      | 7                      | 4                      | Eliminados  |

- Temporada 9 con Niels Ruf

| Semana | Baile / Canción                           | Puntajes de los jueces | Puntajes de los jueces | Puntajes de los jueces | Resultado    |
| Semana | Baile / Canción                           | J. G.                  | M. M.                  | J. L.                  | Resultado    |
| ------ | ----------------------------------------- | ---------------------- | ---------------------- | ---------------------- | ------------ |
| 1      | Vals vienés / «Where the Wild Roses Grow» | 3                      | 3                      | 2                      | Tres últimos |
| 2      | Jive / «Bad Boy»                          | 2                      | 3                      | 1                      | Eliminados   |

### Strictly Come Dancing
En 2015, Mabuse se incorporó como bailarina profesional en el programa de televisión británico Strictly Come Dancing desde la decimotercera temporada, teniendo como primera pareja al boxeador olímpico Anthony Ogogo, con quien se posicionó en el decimocuarto puesto al ser eliminados en la tercera semana de competencia. Ese mismo año también participó en los especiales del programa de Children in Need y de Navidad, en los que formó pareja con los actores Jack Ashton y Tom Chambers, respectivamente. Al año siguiente fue emparejada en la decimocuarta temporada con el actor Danny Mac, logrando llegar a la final y quedando como uno de los subcampeones, perdiendo ante Ore Oduba y Joanne Clifton. Para la decimoquinta temporada formó pareja con el velocista paralímpico Jonnie Peacock, siendo eliminados en la novena semana y terminando en el octavo puesto. Tuvo como pareja al criquetista Graeme Swann en la decimosexta temporada, ubicándose con él en el séptimo puesto al ser la novena pareja eliminada.
En 2019, fue asignada en un principio como pareja de la estrella de Made in Chelsea, Jamie Laing, para la decimoséptima temporada; sin embargo, se informó días después que Laing se retiraría antes de iniciada la competencia debido a una lesión, teniendo como reemplazo al actor de Emmerdale y piloto de carreras Kelvin Fletcher. Fletcher y Mabuse llegaron a la final y fueron declarados como los ganadores de la temporada. En la decimoctava temporada logró llegar nuevamente a una final, esta vez como pareja del comediante, músico y actor Bill Bailey, siendo también los campeones de su temporada y convirtiendo a Mabuse en la segunda bailarina profesional, después de Aliona Vilani, en ganar dos temporadas del programa y la primera en conseguirlo consecutivamente. Para la decimonovena temporada formó pareja con el rugbista Ugo Monye, alcanzando el undécimo puesto al ser eliminados en la quinta semana. El 22 de febrero de 2022, Mabuse confirmó su retiro del programa después de siete años.
Mabuse también formó parte de varios especiales del programa. Entre sus participaciones estuvieron los especiales de Navidad de 2015 con el actor Tom Chambers y en el especial de Children in Need de 2015 con el actor Jack Ashton.
| Temporada | Pareja          | Puesto | Promedio |
| --------- | --------------- | ------ | -------- |
| 13        | Anthony Ogogo   | 14.º   | 19.67    |
| 14        | Danny Mac       | 2.º    | 36.63    |
| 15        | Jonnie Peacock  | 8.º    | 25.78    |
| 16        | Graeme Swann    | 7.º    | 26.00    |
| 17        | Kelvin Fletcher | 1.º    | 36.44    |
| 18        | Bill Bailey     | 1.º    | 33.44    |
| 19        | Ugo Monye       | 11.º   | 23.50    |

- Temporada 13 con Anthony Ogogo

| Semana | Baile / Canción                      | Puntajes de los jueces | Puntajes de los jueces | Puntajes de los jueces | Puntajes de los jueces | Resultado       |
| Semana | Baile / Canción                      | C. R.                  | D. B.                  | L. G.                  | B. T.                  | Resultado       |
| ------ | ------------------------------------ | ---------------------- | ---------------------- | ---------------------- | ---------------------- | --------------- |
| 1      | Jive / «Wake Me Up Before You Go-Go» | 4                      | 5                      | 6                      | 6                      | Sin eliminación |
| 2      | Vals / «If You Don't Know Me by Now» | 4                      | 5                      | 5                      | 5                      | Salvados        |
| 3      | Pasodoble / «Eye of the Tiger»       | 4                      | 6                      | 5                      | 4                      | Eliminados      |

- Temporada 14 con Danny Mac

| Semana         | Baile / Canción                                      | Puntajes de los jueces | Puntajes de los jueces | Puntajes de los jueces | Puntajes de los jueces | Resultado       |
| Semana         | Baile / Canción                                      | C. R.                  | D. B.                  | L. G.                  | B. T.                  | Resultado       |
| -------------- | ---------------------------------------------------- | ---------------------- | ---------------------- | ---------------------- | ---------------------- | --------------- |
| 1              | Chachachá / «Cake by the Ocean»                      | 8                      | 8                      | 7                      | 8                      | Sin eliminación |
| 2              | Vals vienés / «Never Tear Us Apart»                  | 8                      | 8                      | 8                      | 8                      | Salvados        |
| 3              | Pasodoble / «The Train» & «El Sombrero Blanco»       | 9                      | 9                      | 9                      | 9                      | Salvados        |
| 4              | Quickstep / «I Won't Dance»                          | 9                      | 9                      | 9                      | 9                      | Salvados        |
| 5              | Rumba / «How Will I Know»                            | 8                      | 9                      | 9                      | 9                      | Salvados        |
| 6              | Foxtrot / «Take Me to Church»                        | 7                      | 8                      | 7                      | 8                      | Salvados        |
| 7              | Jive / «Long Tall Sally»                             | 9                      | 10                     | 9                      | 10                     | Salvados        |
| 8              | Tango argentino / «I Heard It Through the Grapevine» | 9                      | 9                      | 10                     | 10                     | Salvados        |
| 9              | Charlestón / «Puttin' On the Ritz»                   | 10                     | 10                     | 10                     | 10                     | Salvados        |
| 10             | Samba / «Magalenha»                                  | 10                     | 10                     | 10                     | 10                     | Salvados        |
| 10             | Maratón de Chachachá / «I Like It Like That»         | 5 puntos extra         | 5 puntos extra         | 5 puntos extra         | 5 puntos extra         | Salvados        |
| 11             | Tango / «One Night Only»                             | 9                      | 10                     | 9                      | 10                     | Salvados        |
| 12 (Semifinal) | Salsa / «Vivir Mi Vida»                              | 9                      | 9                      | 9                      | 10                     | Dos últimos     |
| 12 (Semifinal) | American smooth / «Misty Blue»                       | 10                     | 9                      | 10                     | 10                     | Dos últimos     |
| 13 (Final)     | Quickstep / «I Won't Dance»                          | 9                      | 9                      | 9                      | 9                      | Segundo puesto  |
| 13 (Final)     | Showdance / «Set Fire to the Rain»                   | 10                     | 10                     | 10                     | 10                     | Segundo puesto  |
| 13 (Final)     | Samba / «Magalenha»                                  | 10                     | 10                     | 10                     | 10                     | Segundo puesto  |

- Temporada 15 con Jonnie Peacock

| Semana | Baile / Canción                           | Puntajes de los jueces | Puntajes de los jueces | Puntajes de los jueces | Puntajes de los jueces | Resultado       |
| Semana | Baile / Canción                           | C. R.                  | D. B.                  | S. B.                  | B. T.                  | Resultado       |
| ------ | ----------------------------------------- | ---------------------- | ---------------------- | ---------------------- | ---------------------- | --------------- |
| 1      | Vals / «When I Need You»                  | 4                      | 5                      | 5                      | 6                      | Sin eliminación |
| 2      | Jive / «Johnny B. Goode»                  | 6                      | 7                      | 8                      | 8                      | Salvados        |
| 3      | Pasodoble / «The Raider's March»          | 6                      | 6                      | 7                      | 7                      | Salvados        |
| 4      | American smooth / «Cry Me a River»        | 7                      | 8                      | 8                      | 8                      | Salvados        |
| 5      | Quickstep / «Part-Time Lover»             | 7                      | 8                      | 9                      | —                      | Salvados        |
| 6      | Chachachá / «Troublemaker»                | 4                      | 6                      | 5                      | 5                      | Salvados        |
| 7      | Salsa / «Turn Me On»                      | 6                      | 7                      | 7                      | 7                      | Salvados        |
| 8      | Foxtrot / «Someone like You»              | 4                      | 5                      | 6                      | 6                      | Dos últimos     |
| 9      | Tango / «Sweet Dreams (Are Made of This)» | 6                      | 7                      | 6                      | 7                      | Eliminados      |

- Temporada 16 con Graeme Swann

| Semana                                                                  | Baile / Canción                               | Puntajes de los jueces | Puntajes de los jueces | Puntajes de los jueces | Puntajes de los jueces | Resultado       |
| Semana                                                                  | Baile / Canción                               | C. R.                  | D. B.                  | S. B.                  | B. T.                  | Resultado       |
| ----------------------------------------------------------------------- | --------------------------------------------- | ---------------------- | ---------------------- | ---------------------- | ---------------------- | --------------- |
| 1                                                                       | Samba / «Soul Limbo»                          | 5                      | 6                      | 6                      | 5                      | Sin eliminación |
| 2                                                                       | American smooth / «Try a Little Tenderness»   | 3                      | 5                      | 3                      | 4                      | Salvados        |
| 3                                                                       | Charlestón / «Spider-Man Theme»               | 7                      | 8                      | 8                      | 8                      | Salvados        |
| 4                                                                       | Jive / «Don't Stop Me Now»                    | 5                      | 7                      | 7                      | 7                      | Salvados        |
| 5                                                                       | Tango / «Roxanne»                             | 6                      | 7                      | 8                      | 81                     | Salvados        |
| 6                                                                       | Chachachá / «Thriller»                        | 4                      | 5                      | 6                      | 6                      | Dos últimos     |
| 7                                                                       | Vals / «The Last Waltz»                       | 6                      | 7                      | 8                      | 8                      | Salvados        |
| 8                                                                       | Salsa / «Follow the Leader»                   | 7                      | 8                      | 8                      | 8                      | Dos últimos     |
| 9                                                                       | Jazz / «The Trolley Song»                     | 7                      | 8                      | 8                      | 9                      | Dos últimos     |
| 10                                                                      | Quickstep / «Sing, Sing, Sing (With a Swing)» | 6                      | 6                      | 6                      | 6                      | Eliminados      |
| 10                                                                      | Maratón de Lindy hop / «Do Your Thing»        | 2 puntos extra         | 2 puntos extra         | 2 puntos extra         | 2 puntos extra         | Eliminados      |
| 1Puntaje dado por el juez invitado Alfonso Ribeiro en lugar de Tonioli. |                                               |                        |                        |                        |                        |                 |

- Temporada 17 con Kelvin Fletcher

| Semana                                                                  | Baile / Canción                              | Puntajes de los jueces | Puntajes de los jueces | Puntajes de los jueces | Puntajes de los jueces | Resultado       |
| Semana                                                                  | Baile / Canción                              | C. R.                  | M. M.                  | S. B.                  | B. T.                  | Resultado       |
| ----------------------------------------------------------------------- | -------------------------------------------- | ---------------------- | ---------------------- | ---------------------- | ---------------------- | --------------- |
| 1                                                                       | Samba / «La vida es un carnaval»             | 8                      | 8                      | 8                      | 8                      | Sin eliminación |
| 2                                                                       | Vals / «What the World Needs Now Is Love»    | 7                      | 7                      | 7                      | 7                      | Salvados        |
| 3                                                                       | Charlestón / «Trip a Little Light Fantastic» | 9                      | 9                      | 10                     | 10                     | Salvados        |
| 4                                                                       | Rumba / «Ain't No Sunshine»                  | 9                      | 9                      | 9                      | 9                      | Salvados        |
| 5                                                                       | Chachachá / «Get Stupid»                     | 8                      | 8                      | 8                      | 91                     | Salvados        |
| 6                                                                       | Tango / «Bad Guy»                            | 9                      | 9                      | 9                      | 9                      | Salvados        |
| 7                                                                       | Vals vienés / «Say Something»                | 8                      | 9                      | 8                      | 9                      | Salvados        |
| 8                                                                       | Salsa / «Let's Hear It for the Boy»          | 8                      | 9                      | 9                      | 9                      | Salvados        |
| 9                                                                       | Jive / «Jailhouse Rock»                      | 9                      | 10                     | 10                     | 10                     | Salvados        |
| 10                                                                      | Urbano / «Do I Love You (Indeed I Do)»       | 8                      | 10                     | 10                     | 10                     | Salvados        |
| 11                                                                      | American smooth / «Gaston»                   | 9                      | 10                     | 10                     | 10                     | Salvados        |
| 12 (Semifinal)                                                          | Quickstep / «The Lady Is a Tramp»            | 10                     | 10                     | 10                     | 10                     | Salvados        |
| 12 (Semifinal)                                                          | Pasodoble / «Seven Nation Army»              | 9                      | 10                     | 9                      | 9                      | Salvados        |
| 13 (Final)                                                              | Rumba / «Ain't No Sunshine»                  | 9                      | 10                     | 10                     | 10                     | Ganadores       |
| 13 (Final)                                                              | Showdance / «Shout»                          | 10                     | 10                     | 10                     | 10                     | Ganadores       |
| 13 (Final)                                                              | Samba / «La vida es un carnaval»             | 9                      | 10                     | 10                     | 10                     | Ganadores       |
| 1Puntaje dado por el juez invitado Alfonso Ribeiro en lugar de Tonioli. |                                              |                        |                        |                        |                        |                 |

- Temporada 18 con Bill Bailey

| Semana                                                               | Baile / Canción                                  | Puntajes de los jueces | Puntajes de los jueces | Puntajes de los jueces | Resultado       |
| Semana                                                               | Baile / Canción                                  | C. R.                  | S. B.                  | M. M.                  | Resultado       |
| -------------------------------------------------------------------- | ------------------------------------------------ | ---------------------- | ---------------------- | ---------------------- | --------------- |
| 1                                                                    | Chachachá / «Pata Pata»                          | 3                      | 6                      | 6                      | Sin eliminación |
| 2                                                                    | Quickstep / «Talk to the Animals»                | 8                      | 8                      | 8                      | Salvados        |
| 3                                                                    | Pasodoble / «The Good, the Bad and the Ugly»     | 8                      | 9                      | 9                      | Salvados        |
| 4                                                                    | Urbano / «Rapper's Delight»                      | 8                      | 10                     | 91                     | Salvados        |
| 5                                                                    | American smooth / «I've Got You Under My Skin»   | 8                      | 9                      | 81                     | Salvados        |
| 6                                                                    | Jive / «One Way or Another»                      | 8                      | 8                      | 8                      | Salvados        |
| 7                                                                    | Tango argentino / «The Phantom of the Opera»     | 8                      | 8                      | 8                      | Salvados        |
| 8 (Semifinal)                                                        | Charlestón / «(Won't You Come Home) Bill Bailey» | 8                      | 8                      | 9                      | Salvados        |
| 8 (Semifinal)                                                        | Tango / «Enter Sandman»                          | 8                      | 7                      | 8                      | Salvados        |
| 9 (Final)                                                            | Quickstep / «Talk to the Animals»                | 9                      | 10                     | 10                     | Ganadores       |
| 9 (Final)                                                            | Showdance / «The Show Must Go On»                | 10                     | 10                     | 10                     | Ganadores       |
| 9 (Final)                                                            | Urbano / «Rapper's Delight»                      | 9                      | 10                     | 10                     | Ganadores       |
| 1Puntaje dado por el juez invitado Anton du Beke en lugar de Mabuse. |                                                  |                        |                        |                        |                 |

- Temporada 19 con Ugo Monye

| Semana                                                                     | Baile / Canción                               | Puntajes de los jueces | Puntajes de los jueces | Puntajes de los jueces | Puntajes de los jueces | Resultado       |
| Semana                                                                     | Baile / Canción                               | C. R.                  | M. M.                  | S. B.                  | A. D.                  | Resultado       |
| -------------------------------------------------------------------------- | --------------------------------------------- | ---------------------- | ---------------------- | ---------------------- | ---------------------- | --------------- |
| 1                                                                          | Samba / «Iko Iko (My Bestie)»                 | 3                      | 5                      | 5                      | 5                      | Sin eliminación |
| 2                                                                          | Quickstep / «Bring Me Sunshine»               | 5                      | 7                      | 7                      | 6                      | Salvados        |
| 3                                                                          | Urbano / «You're Welcome»                     | 7                      | 8                      | 8                      | 8                      | Salvados        |
| 4                                                                          | Vals vienés / «I've Been Loving You Too Long» | —                      | —                      | —                      | —                      | Exención1       |
| 5                                                                          | Rumba / «Leave the Door Open»                 | 3                      | 6                      | 5                      | 6                      | Eliminados      |
| 1Debido a que Monye sufrió una lesión, se le dio a la pareja una exención. |                                               |                        |                        |                        |                        |                 |

### Otros proyectos
En 2017, Mabuse participó en la gira nacional Strictly Come Dancing Live!  con su pareja de baile Danny Mac, siendo votados por el público como los ganadores de más espectáculos individuales que cualquier otra pareja. En agosto de 2017, Mabuse e Ian Waite anunciaron una gira de 60 fechas en 2018 por el Reino Unido llamada An Audience With. También fue concursante en un episodio de Tipping Point: Lucky Stars. En octubre de 2018, Mabuse anunció que daría clases en Donahey's Dancing with the Stars Weekends en 2019.
En 2019, Mabuse se convirtió en capitán de baile en The Greatest Dancer, junto a Cheryl, Matthew Morrison y más tarde Todrick Hall. Ese mismo año, fue concursante en Celebrity MasterChef y fue nominada a los premios BroadwayWorld por «mejor coreografía de una nueva producción de una obra de teatro o musical» por su trabajo de Kiss Me, Kate en el Teatro Watermill. En 2020, Mabuse se convirtió en la nueva presentadora de Boogie Beebies. También fue concursante en el especial de Navidad de ese año del programa Michael McIntyre's The Wheel.
En marzo de 2021, se anunció que Mabuse sería panelista en un nuevo programa de ITV, The Masked Dancer, una serie derivada de The Masked Singer, sustituyendo el puesto de Rita Ora en el programa original. En diciembre de 2021, se confirmó que Mabuse sustituiría a John Barrowman en el panel de jueces de Dancing on Ice.
Desde abril de 2022, Mabuse trabajó como coreógrafa de la producción para el Reino Unido e Irlanda de The Cher Show, que estuvo de gira por el país.
En noviembre de 2024, Mabuse apareció como concursante en la vigesimocuarta temporada de I'm a Celebrity...Get Me Out of Here!. Fue la novena celebridad en abandonar el campamento, quedando en cuarto lugar.

## Vida personal
En 2014, Mabuse se casó con el bailarín rumano Marius Iepure, a quien conoció en Alemania. En 2019 vivían en Londres, tras mudarse allí desde Alemania en 2015. El día de Navidad de 2023, Mabuse y Iepure anunciaron la llegada de su primer hijo, una niña.

## Filmografía
| Año           | Título                                              | Papel                 | Notas                                                      | Ref    |
| ------------- | --------------------------------------------------- | --------------------- | ---------------------------------------------------------- | ------ |
| 2015–2016     | Let's Dance                                         | Ella misma            | Bailarina profesional (temporadas 8–9)                     |        |
| 2015–2021     | Strictly Come Dancing                               | Ella misma            | Bailarina profesional (temporadas 13–19)                   |        |
| 2019–2020     | The Greatest Dancer                                 | Ella misma            | Juez                                                       |        |
| 2019–2021     | Lorraine                                            | Ella misma            | 7 episodios                                                |        |
| 2019–2020     | This Morning                                        | Ella misma            | 4 episodios                                                |        |
| 2019          | Celebrity MasterChef                                | Ella misma            | Concursante                                                |        |
| 2020          | Boogie Beebies                                      | Ella misma            | Presentadora (temporada 3)                                 |        |
| 2020–2021     | Morning Live                                        | Ella misma            | Presentadora (10 episodios)                                |        |
| 2020          | Michael McIntyre's The Wheel                        | Ella misma            | Concursante (Especial de Navidad)                          |        |
| 2021          | Ant & Dec's Saturday Night Takeaway                 | Ella misma            | 3 episodios                                                |        |
| 2021–present  | The Masked Dancer UK                                | Ella misma            | Panelista                                                  | [ 4 ]  |
| 2021          | RuPaul's Drag Race UK                               | Ella misma            | Coreógrafa, juez invitada                                  | [ 37 ] |
| 2022–presente | Dancing on Ice                                      | Ella misma            | Juez                                                       | [ 4 ]  |
| 2022          | Romeo & Duet                                        | Ella misma            | Presentadora                                               | [ 38 ] |
| 2022          | Oti Mabuse: My South Africa                         | Ella misma            | Documental de BBC One                                      | [ 39 ] |
| 2022          | Premio Laurence Olivier                             | Presentadora invitada | Ceremonia de 2022                                          |        |
| 2022          | The Big Narstie Show                                | Invitada              | Temporada 5, episodio 1                                    | [ 40 ] |
| 2022          | Celebrity Catchphrase Christmas Special             | Ella misma            | Concursante                                                | [ 41 ] |
| 2022          | On Christmas Night                                  | Presentadora          | Relato de la primera Navidad del Evangelio según San Lucas | [ 42 ] |
| 2023          | DNA Journey                                         | Ella misma            | Con Motsi Mabuse                                           | [ 43 ] |
| 2023          | Oti Mabuse’s Breakfast Show                         | Presentadora          |                                                            | [ 44 ] |
| 2023          | Big Brother: Late & Live                            | Ella misma            | Celebridad invitada (semana 3)                             |        |
| 2024          | Celebrity Big Brother: Late & Live                  | Ella misma            | Celebridad invitada (semana 1)                             |        |
| 2024          | The Great Celebrity Bake Off for Stand Up To Cancer | Ella misma            | Un episodio                                                | [ 45 ] |
| 2024          | I'm a Celebrity...Get Me Out of Here!               | Ella misma            | Concursante; temporada 24                                  | [ 33 ] |

## Lectura complementaria
- Mabuse, Motsi (2014). Chili im Blut: Mein Tanz durchs Leben (en alemán). Ehrenwirth Verlag. ISBN 978-3-431-03913-9.